# Simulium reginae
Simulium reginae är en tvåvingeart som beskrevs av Terteryan 1949. Simulium reginae ingår i släktet Simulium och familjen knott. Inga underarter finns listade i Catalogue of Life.